# Cantone di Rosheim
Il Cantone di Rosheim era una divisione amministrativa dell'arrondissement di Molsheim.
A seguito della riforma approvata con decreto del 18 febbraio 2014, che ha avuto attuazione dopo le elezioni dipartimentali del 2015, è stato soppresso.

## Composizione
Comprendeva i comuni di
- Bischoffsheim
- Bœrsch
- Grendelbruch
- Griesheim-près-Molsheim
- Mollkirch
- Ottrott
- Rosenwiller
- Rosheim
- Saint-Nabor